# Vugrovec Donji
Vugrovec Donji je naselje u sastavu Grada Zagreba. Nalazi se u gradskoj četvrti Sesvete,  oko 5 kilometra sjeveroistočno od središta Sesveta. Kao naselje vodi se od popisa 1991. s podjelom naselja Vugrovec na Vugrovec Gornji i Vugrovec Donji. Od popisa 2021. združeno je s naseljima Kućinec i Vuger Selo u novo naselje Vugrovec, dok je Vugrovec Gornji ostao zasebno naselje.

## Stanovništvo
Prema popisu stanovništva iz 2001. godine, naselje je imalo 452 stanovnika te 125 obiteljskih kućanstava.

Prema popisu stanovništva 2011 godine naselje je imalo 442 stanovnika.
| broj stanovnika | 197   | 219   | 209   | 248   | 257   | 597   | 596   | 595   | 691   | 616   | 621   | 613   | 678   | 392   | 452   | 442   |
|                 | 1857. | 1869. | 1880. | 1890. | 1900. | 1910. | 1921. | 1931. | 1948. | 1953. | 1961. | 1971. | 1981. | 1991. | 2001. | 2011. |

## Šport
- Badmintonski klub Vuk
- Muški i ženski rukometni klub Vuk